# Route départementale 76 (Yvelines)
Pour les articles homonymes, voir Route départementale 76 et D76.
La route départementale 76 ou D76, est une petite route du département français des Yvelines dont l'essentiel du tracé est d'intérêt local.
Il s'agit d'une route pratiquement sans encombrements surtout depuis que le passage à niveau à proximité de la gare de Montfort-l'Amaury - Méré a été supprimé, en 2006, au profit d'un passage souterrain.

## Itinéraire
Dans le sens nord-sud, les communes traversées sont :
- Auteuil : dans le prolongement d'un petite route communale provenant de Marcq, la D76 commence à un croisement avec la route départementale 11 (Saint-Cyr-l'École - Septeuil), au sud de la forêt de Thoiry et à l'extrémité nord de la plaine de Montfort ; elle longe l'extrémité est du village avec le nom de route de Marcq puis prend le nom de route de Montfort ;
- Vicq : la route traverse le hameau de La Bardelle puis croise la  route départementale 42 (Neauphle-le-Vieux - Septeuil) ;
- Méré : la route prend le nom de route de la Bardelle et traverse une zone d'activités avant de passer sous la ligne de chemin de fer du Transilien entre Paris-Montparnasse et Dreux ; un échangeur à deux giratoires et un passage inférieur permettent la communication avec la route nationale 12 ; la D76 prend alors le nom d’avenue Léon Crété (précédemment bordée de platanes ancestraux fragilisés durant la tempête de 1999 et remplacés) et pénètre dans le village ;
- Montfort-l'Amaury : la départementale a son extrémité en limite de la commune, à un carrefour où commence, vers le sud-ouest, la route départementale 138 vers Saint-Léger-en-Yvelines).